# 性、謊言、錄影帶
《性、謊言、錄影帶》（英語：Sex, Lies, and Videotape）是1989年的一部美國獨立電影，為史蒂芬·索德柏執導的首部劇情長片，劇情主要是一位男子拍攝許多女人談論她們性事的影片，並對一對婚姻岌岌可危的夫妻產生重大的影響。
本片獲得了第42屆坎城影展金棕櫚獎與最佳男演員獎，同時在1989年的日舞影展獲頒首屆觀眾票選獎，並對1990年代初期獨立電影運動產生革命性的影響。2006年，美國國會圖書館將本片列入國家影片登記表，以表彰其「文化、歷史與美學上的重要」。

## 外部連結
- 開眼電影網上《性、謊言、錄影帶》的資料（繁體中文）
- 豆瓣电影上《性、谎言和录像带》的資料 （简体中文）
- 时光网上《性、谎言和录像带》的資料（简体中文）
- AllMovie上《性、謊言、錄影帶》的资料（英文）
- 爛番茄上《性、謊言、錄影帶》的資料（英文）
- Box Office Mojo上《性、謊言、錄影帶》的資料（英文）
- TCM电影资料库上《性、謊言、錄影帶》的资料（英文）
- Metacritic上《性、謊言、錄影帶》的資料（英文）
- 互联网电影数据库（IMDb）上《性、謊言、錄影帶》的资料（英文）